# Betty MacDonaldová
Betty MacDonaldová, rodným jménem Anne Elizabeth Campbell Bard (26. března 1907 Boulder, Colorado – 7. února 1958 Seattle, Washington), byla americká spisovatelka, autorka memoárových románů, vesměs autobiografických. Její sestrou je americká spisovatelka Mary Bardová.

## Život
Humoristický žánr obohatila čtyřmi romány, které otevřeně a volně vypovídají o době, ve které žila. Svou bezprostředností, upřímností si získaly její romány velkou oblibu. Tuto oblibu zahájila vydáním knihy Vejce a já z roku 1945. Náměty čerpala z vlastního života – nesčetné množství lidí, dobrých i zlých příhod atd. Nikdy beznadějně nepropadá sebelítosti a pesimismu, ale předkládá nezdolnou naději. Mezi jejích pět sourozenců patří také neméně úspěšná spisovatelka Mary Bardová. Její otec byl důlní inženýr.
Sourozenci: Mary Bard Jensenová (1904–1970), Sydney Cleveland Bard, Dorothea “Dede” Bard Goldsmithová, Alison Bard Burnettová (1920–2009). Sestra Sylvia, kterou autorka ve svém díle nezmiňuje, zemřela v dětství. V trilogii Co život dal a vzal je uváděna i další osoba, která do rodiny přibyla až v dospělosti – Madge Baldwinová, kterou spisovatelka označuje za adoptivní sestru.
Prvním manželem Betty MacDonaldové byl Robert Eugene Heskett (1895–1951). Manželství uzavřeli v roce 1927 a vzešly z něj dvě dcery, Anne „Anka“ MacDonald Canhamová (nar. 1928) a Joan „Janka“ MacDonald Keilová (1929–2005). V roce 1931 Betty MacDonaldová manžela opustila a vrátila se zpět k své rodině do Seattlu. Manželství bylo oficiálně ukončeno roku 1935. Zkušenosti z prvního manželství, které trávila na slepičí farmě blízko Port Townsend ve státě Washington, zúročila spisovatelka ve svém románu Vejce a já.
Spisovatelka se v dalším období svého života usadila v Seattlu, kde v době světové hospodářské krize vystřídala mnoho zaměstnání. V období 1937–1938, kdy onemocněla tuberkulózou, pobývala v plicním sanatoriu – Firland Sanatorium. Zkušenosti a zážitky ze sanatoria naplno zužitkovala v románu Morová rána (Plague and I). Za zmínku stojí i přátelství se spolupacientkou, spisovatelkou Monicou Sone (autorkou Nisei Daughter, 1953), která v knize vystupuje pod jménem Kimi Sanbo.
V roce 1942 se autorka provdala za Donalda C. MacDonalda (1910–1975) a spolu s dcerami přesídlili na Vashonův ostrov v blízkosti Seattlu. Život na ostrově se všemi jeho specifiky autorka vylíčila v knize Dusím se ve vlastní šťávě (Onions in the Stew). Z ostrova se MacDonaldovi odstěhovali v roce 1956, kdy koupili ranč v Kalifornii.
Betty MacDonaldová zemřela na rakovinu dělohy nebo vaječníků v roce 1958.

## Dílo
- 1945 Vejce a já (The Egg and I). – Vtipné vyprávění o životě mladé městské ženy, novomanželky (uvyklé žít v široké rodině) na slepičí farmě uprostřed hlubokých lesů. S nadhledem líčený „boj o život“ v bohem zapomenutém koutu světa, v němž se ústředním bodem dne stává zápolení se svéhlavým sporákem či paličatými kuřaty, svátkem návštěva sousedů s prostými potřebami a názory, a černou můrou manželovy vize, odzbrojující zručnost a přesvědčení, že „to zvládneš, Betty“.[4]
- Trilogie Co život dal a vzal obsahuje tři humorné autobiografické romány navazující na knihu Vejce a já:[5]
  - 1948 Kdokoli může dělat cokoli (Anybody Can Do Anything). – Líčení života s dcerami uprostřed všeobjímající rodiny v Seattlu v období ekonomické krize 30. let, hledání práce a strastí nejrůznějších zaměstnání – opět s neutuchajícím humorem, tolik povzbuzujícím čtenáře.
  - 1950 Morová rána (The Plague and I) – Přes vážné téma léčení v tuberkulózním sanatoriu je knížka svěžím vyprávěním plným laskavého humoru i sebeironie, zachycujícím a humorně vykreslujícím jak plejádu postav – pacientů, jejich příbuzných či personálu –, tak svérázné vypořádávání se zákeřnou nemocí.
  - 1955 Dusím se ve vlastní šťávě (Onion in the Stew). – Okouzlující vyprávění o novém životě v novém domě na pláži, kde vás sice neohrožuje divá zvěř, chudoba ani nemoc jako v knihách předchozích, zato máte co do činění s novomanželem, pubertálními dcerami a jejich přáteli, psy, kočkami, mývaly, nevypočitatelnými manýry domu, rostlinstva a počasí, a to na obtížně dostupném ostrově Vashon.

### Knihy pro děti
- 1947 Paní Láryfáry (Mrs. Piggle-Wiggle), první díl povídek pro děti o paní Láryfáry, která má ráda děti a umí vyléčit jejich různé neduhy[6]
- 1949 Čáry paní Láryfáry (Mrs. Piggle-Wiggle's Magic), druhé pokračování povídek pro děti
- 1952 Nanynka a Málinka (Nancy and Plum), příběh dvou osiřelých sester, které se rozhodnou utéct z dětského domova
- 1954 Farma paní Láryfáry (Mrs. Piggle-Wiggle's Farm), třetí povídání
- 1957 Haló, paní Láryfáry! (Hello, Mrs. Piggle-Wiggle), čtvrté setkání

Tetralogie o paní Láryfáry inspirovala spisovatelky Ann M. Martinovou a Annie Parnellovou k sepsání příběhu o její praneteři Sáře, která za svou pratetu „zaskakuje“ po dobu její nepřítomnosti v Javorovicích. Kniha vyšla v roce 2016 pod názvem Missy Piggle-Wiggle and the Whatever, v českém překladu Kouzla slečny Láryfáry pak v Nakladatelství Fragment o dva roky později.

### Popularita v Česku
Podle průzkumu, který v roce 2008 pod patronací Národní knihovny a Ústavu pro českou literaturu Akademie věd zpracoval Jiří Trávníček, byl v té době román Vejce a já od Betty MacDonaldové nejoblíbenější knihou v Česku, před Švejkem a Harrym Potterem.